# 맥스웰다이커
맥스웰다이커(Philantomba maxwellii)는 서아프리카에서 발견되는 작은 다이커이다. 소과에 속하는 유제류의 일종이다. 몸길이는 76cm, 어깨 높이는 14.5~16cm, 몸무게는 약 5kg 정도이다. 가장 작은 다이커 중의 하나이다.